# Ringkøbing Fjord
Ringkøbing Fjord er en lavvandet fjord, en brakvandsfjord, i Vestjylland, som skærmes af fra Vesterhavet af den lange tange Holmsland Klit. Med et areal på næsten 300 km² er det den største af de vestjyske fjorde. Kun ved Hvide Sande Kanal midt på tangen findes en sluse, hvor der er adgang til havet mod vest. Fjorden er ca. 30 km lang og 2-5 m dyb. I det sydvestlige hjørne ligger fuglereservatet Tipperne og i det nordøstlige fjordbyen Ringkøbing. Ringkøbing Fjord har tidligere været ramt af iltsvind, men i dag findes der både planteliv og en fiskebestand i vandet.
Ringkøbing Fjord har oprindeligt været en havbugt, hvor der efterhånden er vokset to sandtanger ud med en bred gennemstrømning, der har flyttet sig flere gange gennem tiden.  I midten af 1600-tallet lå den omkring Sønder Havrvig og nord for Tipperhalvøen, men rykkede sydpå efterhånden som tangen fik tilført sand nordfra. I slutningen af 1700-tallet lå den omkring Nymindegab og 1845 nåede den så langt mod syd som udfor Hovstrup i det daværende Lønne Sogn. Vandet er flere gange brudt igennem klitterne, og gamle udløb sandede til, hvilket vanskeliggjorde forholdene for fiskerne i området. Derfor gravede man i 1891 en kanal syd for Nymindegab, som i 1910 blev erstattet af én i Hvide Sande. Dette førte ved en stormflod i 1911 til, at der dannedes en åbning på 230 meter, og der opstod store oversvømmelser  i fjordegnene. Dette medvirkede til en genåbning i 1915 af passagen i den sydlige ende af fjorden og en lukning af passagen ved Hvide Sande, der først blev åbnet igen med etableringen af sluseanlægget i 1931 .

## Ramsarområde nummer 2
Det meste af Ringkøbing Fjord er udpeget til Danmarks andet Ramsarområde, et internationalt beskyttet vådområde (naturreservat). Tipperne og Værneengene er kernen i dette fugleskyttelsesomåde. 
Den nordvestlige del af fjorden (nord for linjen Ringkøbing-Hvide Sande) er dog udenfor det beskyttede område. Til gengæld strækker det beskyttede område sig med syd i retning af Filsø, der er Ramsarområde nummer 1. 